# Turismo accesible

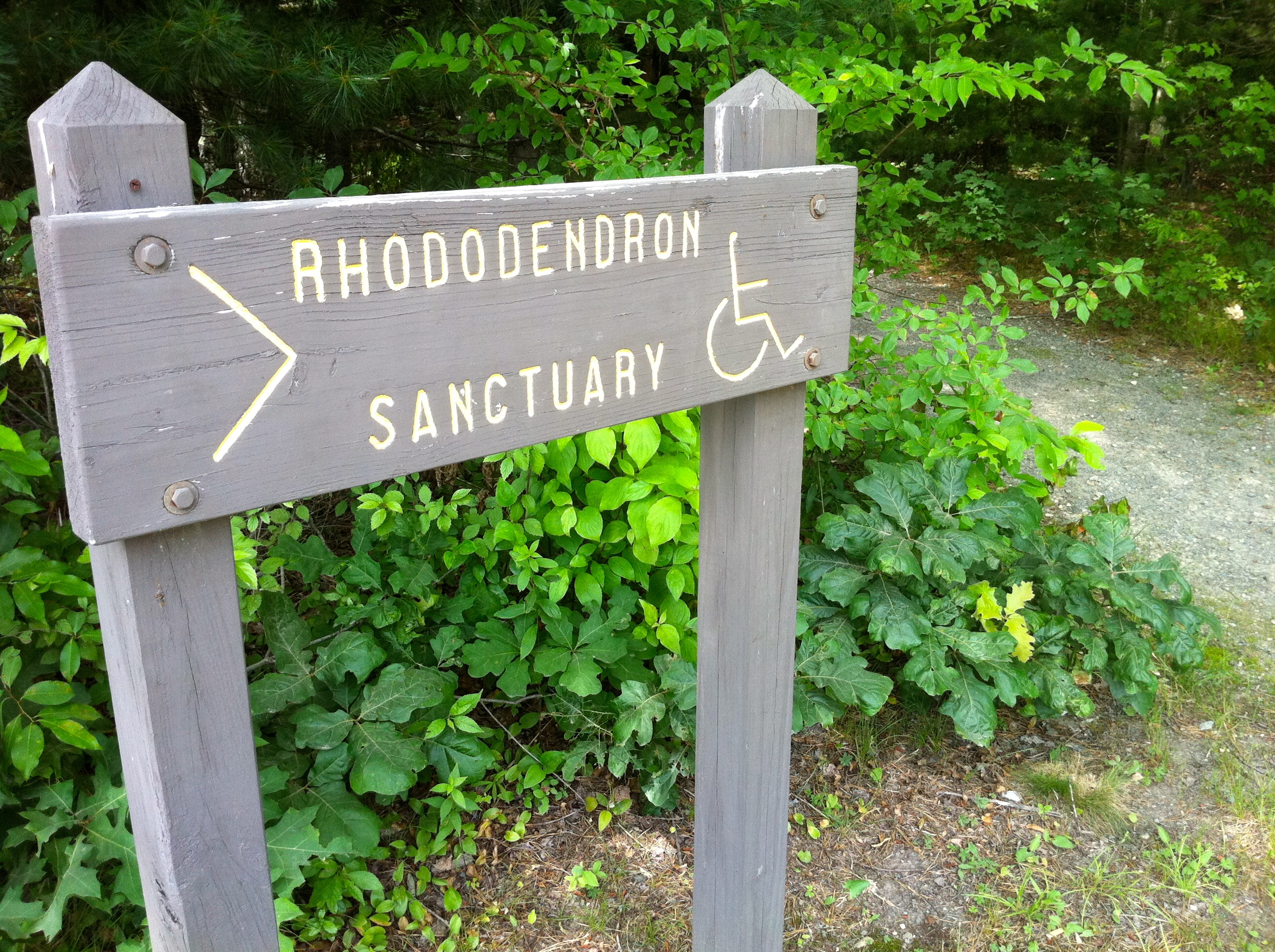
Sendero Nehantic - Sendero del Santuario de Rododendros. Entrada al sendero y cartel de acceso para sillas de ruedas.

## Definición
El Turismo Accesible o Turismo para Todos no se limita a la eliminación de barreras físicas, sensoriales o de la comunicación, sino que tiene por finalidad lograr que los entornos, productos y servicios turísticos puedan ser disfrutados en igualdad de condiciones por cualquier persona con o sin discapacidad.
El Turismo Accesible sólo existe cuando la accesibilidad se ha incorporado a toda la cadena de valor del turismo. No se trata únicamente de tener un hotel accesible o una atracción turística accesible, sino que debe tenerse en cuenta la experiencia del viaje en su conjunto: su planificación, la información turística, los transportes públicos o privados, el alojamiento, las actividades turísticas y de ocio, los restaurantes, etc .
La Accesibilidad ha pasado a convertirse en un factor intrínseco a la calidad turística, ya no se puede concebir un turismo de calidad, cuando éste no está al alcance de todos, el turismo de calidad debe ser accesible a todos y nadie debe quedar al margen de éste por ninguna razón o circunstancia .
La accesibilidad puede entenderse en relación con tres formas básicas de actividad humana: movilidad, comunicación y comprensión; las tres sujetas a limitación como consecuencia de la existencia de barreras.
La Accesibilidad Universal es una cualidad imprescindible que deben tener los entornos, productos y servicios turísticos para que puedan ser utilizados de forma autónoma, segura y normalizada por cualquier persona con independencia de que tenga limitadas determinadas capacidades. Se entiende que la accesibilidad universal incluye la idea de concebir sin barreras todo lo que se crea o diseña nuevo (en este sentido es similar a la idea de Diseño para Todos); pero también incorpora la adaptación progresiva de lo que ya se ha realizado con barreras.
La inclusión y la no discriminación de las personas con discapacidad y con otras necesidades diversas es una obligación recogida en la legislación española. En el turismo también se debe considerar, ya que este grupo de personas tiene derecho al ocio y al disfrute de su tiempo de vacaciones en las mismas condiciones que el resto de las personas tal y como lo especifica en su artículo 30 la “Convención sobre los derechos de las personas con discapacidad”, firmada en Nueva York el 13 de diciembre de 2006 por las Naciones Unidas, ratificada por España en 2007 y en vigor desde el 3 de mayo de 2008.
La falta de acceso y las barreras presentes en el entorno condicionan la participación social y, en consecuencia, el ejercicio de las libertades fundamentales (derecho a la educación, derecho al empleo, los servicios sociales y sanitarios, derecho a la cultura, a la integridad personal etc.) en mayor medida que las propias limitaciones funcionales.
La falta de accesibilidad en los recursos turísticos es una forma indirecta, pero sutil, de discriminación. Por tanto, al introducir el concepto de turismo accesible en los destinos se garantiza la igualdad de oportunidades de todas las personas.
A la hora de hablar de los turistas con discapacidad y con otras necesidades especiales, a pesar de los múltiples estereotipos que existen, se hace alusión a todas las personas que por circunstancias transitorias (embarazo, escayola en un miembro corporal) o permanentes (envejecimiento, discapacidad física o sensorial, etc.) se encuentran en una situación que precisa de una atención especial adecuada a sus necesidades. Esto pone de manifiesto que cualquiera de nosotros puede formar parte de este grupo.
La Organización Mundial de la Salud (OMS) calcula que el 15% de la población mundial (mil millones de personas) vive con algún tipo de discapacidad. La OMT está convencida de que la accesibilidad a todas las instalaciones, productos y servicios turísticos debería ser un componente esencial de cualquier política de turismo responsable y sostenible. Con este espíritu de transversalización de la cuestión de la discapacidad, la Asamblea General de la Organización ha adoptado diversas resoluciones, declaraciones y recomendaciones sobre la accesibilidad.
Los actores del sector turístico necesitan proporcionar información precisa, pertinente y puntual a sus clientes, antes, durante e incluso después de viaje. Garantizar que la información sea accesible es, sin duda alguna, una de las claves para que la comunicación con los turistas en todas las etapas del viaje pueda establecerse con éxito, en particular con respecto a las personas con discapacidad y las necesidades especiales.

## Accesibilidad Web
En el mundo de la Web, la eliminación de barreras a la discapacidad se llama Accesibilidad Web. Un organismo internacional, denominado W3C (World Wide Web Consortium), ha creado un conjunto de recomendaciones y normas que deberían seguir las páginas web para ser accesibles para personas con algún tipo de discapacidad. En este sentido se han definido varios niveles de accesibilidad, siendo el nivel AAA el nivel máximo de accesibilidad.
La accesibilidad Web engloba muchos tipos de discapacidades, incluyendo problemas visuales, auditivos, físicos, cognitivos, neurológicos y del habla. Entonces lo primero que debe considerarse es el colectivo que se ve afectado por el problema.
Respecto de los tipos de discapacidad de acceso a las nuevas tecnologías, éstas pueden se pueden clasificar en:
- Físicas: Afectan a la movilidad o la captación de informaciones a través de los sentidos.
- Intelectuales: Afectan a la capacidad de comprensión de la información.
- Tecnológicas: Se refieren a problemas para acceder a la información debido al sistema empleado para acceder a la información. Pueden ser conexiones lentas a Internet, falta de instalación de plugins del navegador, etc.

### Esquema de la comunicación
- Emisor: hace referencia a la persona que emite el mensaje.
- Receptor: hace referencia a la persona que recibe el mensaje.
- Mensaje: hace referencia a la información que se quiere hacer llegar al receptor.
- Canal de comunicación: se refiere al sistema de transmisión a través del cual el mensaje es transmitido.
- Código: se refiere al código o lenguaje utilizado por el emisor para general el mensaje. Para una correcta comprensión del mensaje, el código debe ser conocido también por el receptor.
- Contexto: hace referencia a las circunstancias externas que rodean al mensaje y que pueden influir en su interpretación (por ejemplo, gestos del propio emisor).

Cuando se habla de utilización de Internet en Turismo entonces el emisor es un proveedor de servicios turísticos, el receptor es un turista y el mensaje es la información sobre el producto turístico que se quiere vender .

## Recomendaciones de la OMT sobre Accesibilidad
Las Recomendaciones de la OMT sobre accesibilidad de la información turística se han preparado con el apoyo y el asesoramiento de la Fundación ONCE y la Red Europea de Turismo Accesible (ENAT - European Network for Accessible Tourism). Fueron adoptadas por la Resolución A/RES/699(XXI) de la Asamblea General de la OMT en septiembre de 2015 haciendo seguimiento a las Recomendaciones de la OMT por un turismo accesible para todos, adoptadas en 2013.
- Recomendaciones de la OMT sobre accesibilidad de la información turística
- Recomendaciones de la OMT por un turismo accesible para todos Las Recomendaciones de la OMT por un turismo accesible para todos se han concebido como marco general básico y transversal para garantizar que las personas con discapacidad tengan acceso al entorno físico, el sistema de transporte y los canales de información y comunicación, así como a una amplia gama de instalaciones y servicios públicos. Las Recomendaciones incorporan los aspectos más importantes de la Convención de las Naciones Unidas sobre los Derechos de las Personas con Discapacidad de 2006 y los principios del diseño universal. En el contexto de un acuerdo trilateral entre la OMT, la ONCE y la ENAT, la Asamblea General de la OMT, en virtud de su resolución 637(XX) de agosto de 2013, adoptó estas Recomendaciones, que actualizan las de 2005.

## Manuales sobre Turismo Accesible para todos
Entre los resultados más significativos de este importante marco de colaboración entre la OMT y las organizaciones de personas con discapacidad, especialmente la Fundación ONCE para la cooperación e inclusión social de personas con discapacidad (España), la Red Europea de Turismo Accesible (ENAT) y la Fundación ACS (España), se encuentran los manuales de turismo accesible para todos. Estos manuales pretenden ayudar a los agentes turísticos a mejorar la accesibilidad de los destinos, instalaciones y servicios turísticos de todo el mundo.
- Manual sobre turismo accesible para todos: Alianzas público-privadas y buenas prácticas El primer resultado tangible de una fructífera colaboración entre la OMT y la Fundación ACS tiene que ver con la inclusión de los bienes del patrimonio cultural y patrimonio natural en la cadena de valor del turismo accesible, así como los conocimientos técnicos necesarios para hacer que las infraestructuras y los atractivos turísticos sean accesibles para todos. La traducción inglesa del original español se publicó en enero de 2015.
- Manual sobre turismo accesible para todos: Principios, herramientas y buenas prácticas La segunda publicación de la OMT sobre accesibilidad universal ha sido coproducida por la Fundación ONCE para la inclusión social de personas con discapacidad (España) y la Red Europea de Turismo Accesible (ENAT). El módulo I publicado es la primera parte del manual. Analiza los diferentes conceptos relacionados con la accesibilidad universal en el turismo, el perfil de sus beneficiarios directos e indirectos, así como las ventajas económicas que supone la implantación de turismo accesible
- Manual sobre turismo accesible para todos: Principios, herramientas y buenas prácticas, Modulo II: Cadena de accesibilidad y recomendaciones  El módulo II del Manual sobre Turismo Accesible para Todos: principios, herramientas y buenas prácticas, coproducido con la Fundación ONCE y ENAT,  propone recomendaciones concretas al sector turístico con el objetivo de crear destinos turísticos accesibles. Las acciones propuestas se basan en la necesidad de respetar la integridad de toda la cadena de valor de una experiencia turística a la hora de implantar la accesibilidad universal, y por ello abarcan las cinco principales áreas de la misma: planificación e información, transporte, accesibilidad al entorno, accesibilidad a espacios comunes y accesibilidad a espacios específicos.
- Manual sobre turismo accesible para todos: Principios, herramientas y buenas prácticas, Modulo III: Principales áreas de intervención Archivado el 3 de mayo de 2022 en Wayback Machine. El módulo III del Manual sobre Turismo Accesible para Todos: principios, herramientas y buenas prácticas, coproducido con la Fundación ONCE y ENAT, pone de relieve las actuaciones que se tienen que llevar a cabo para que la accesibilidad universal en el sector turístico sea una realidad. Estas actuaciones deberían resultar de un marco general de políticas y estrategias específicas de Turismo Accesible que se analizan en el módulo. Dicho marco ha de servir de base para una planificación adecuada y para desarrollar las áreas estratégicas de intervención, tales como la legislación, la sensibilización y formación, la investigación, la comercialización del Turismo Accesible, así como los retos de gestión de dichas áreas.
- Manual sobre turismo accesible para todos: Principios, herramientas y buenas prácticas, Modulo IV: Indicadores para el estudio de la accesibilidad en el turismo  El módulo IV del Manual sobre Turismo Accesible para Todos: principios, herramientas y buenas prácticas, coproducido con la Fundación ONCE y ENAT, propone una serie de indicadores formulados para que los destinos turísticos puedan evaluar, controlar, y gestionar la accesibilidad de su oferta de turismo accesible. Acompañados de la metodología correspondiente para su aplicación, estos indicadores pueden servir como una herramienta práctica no solamente para evaluar la situación actual, sino para poder considerar acciones futuras
- Turismo Accesible para Todos: Una oportunidad a nuestro alcance El módulo V del Manual sobre Turismo Accesible para Todos: principios, herramientas y buenas prácticas, coproducido con la Fundación ONCE y ENAT, pone de relieve ejemplos de estudios de casos y buenas prácticas que han demostrado una exitosa implementación de la accesibilidad universal en diferentes ámbitos del turismo, como la promoción, la investigación de mercado, las agencias de viajes, el sector de transportes , el alojamiento, la formación y la capacitación, así como la gestión de destinos turísticos. Los ejemplos destacados analizan un amplio espectro de condiciones que fueron decisivas a la hora de hacer el turismo accesible una realidad. Como tales, tienen el propósito de inspirar a los principales actores a participar en iniciativas similares en sus respectivos ámbitos de influencia

## Citas
“La accesibilidad es un elemento crucial de toda política de turismo responsable y sostenible. Es una cuestión de derechos humanos y es también una extraordinaria oportunidad de negocio. Por encima de todo, debemos darnos cuenta de que el Turismo Accesible no solo es bueno para las personas con discapacidad o con necesidades especiales, es bueno para todos.” Taleb Rifai, Secretario General de la OMT.